# Мироновка (Зоринський район)
Миро́новка (рос. Мироновка) — селище у складі Зоринського району Алтайського краю, Росія. Входить до складу Зиряновської сільської ради.

## Населення
Населення — 120 осіб (2010; 190 у 2002).
Національний склад (станом на 2002 рік):
- росіяни — 92 %